# آبشار آب مراد

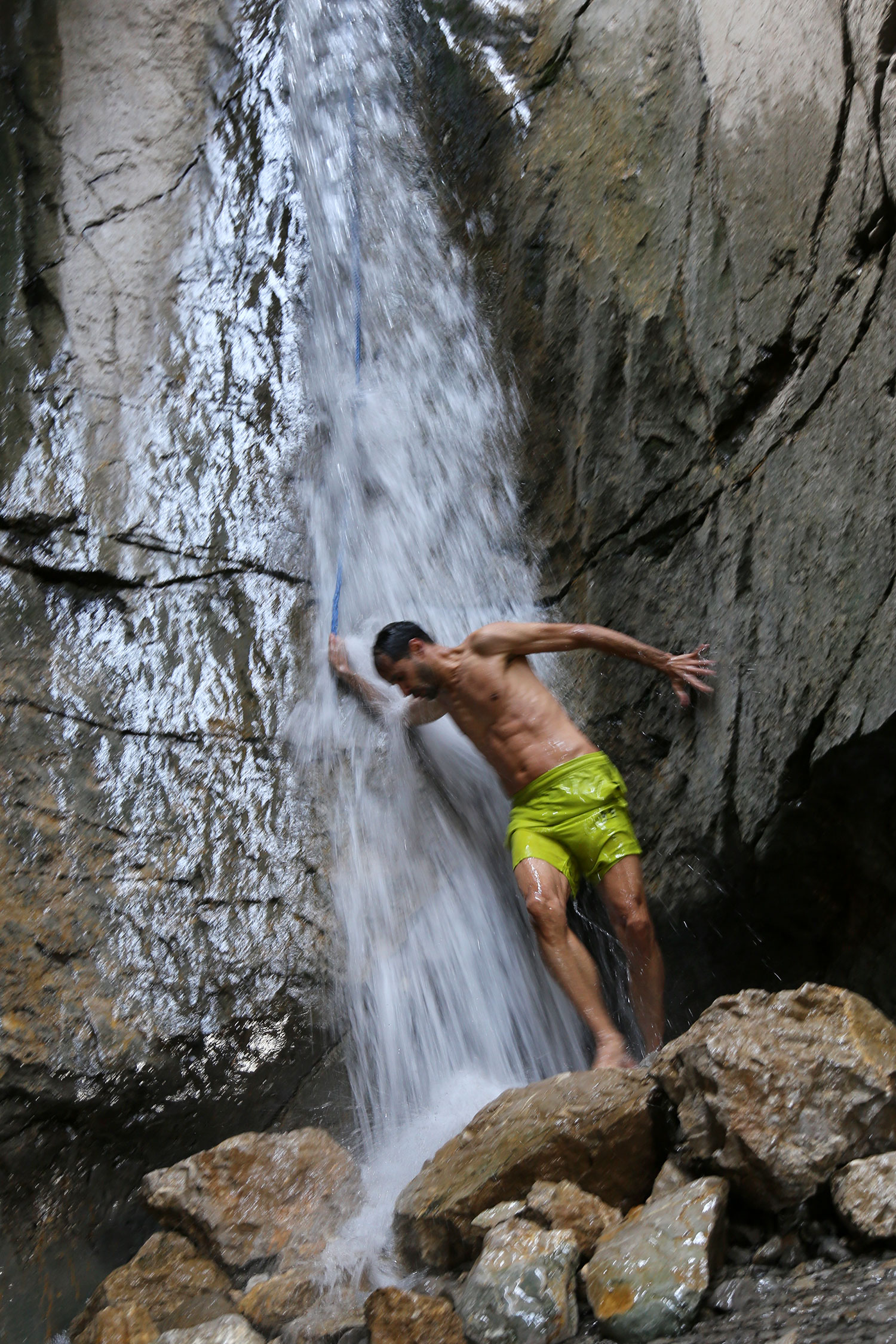
آبشار آب مراد، لاسم

آبشار آب مراد در آمل در روستای ییلاقی دشت لاسم قرار دارد که مجموعه هفت آبشارهای لاسم است و به آب مراد معروف می‌باشد. آبشار آب مراد لاسم تفرجگاه شاهان قاجار از جمله ناصرالدین شاه بوده‌است. 
بر سر در ورودی غار لاسم این دو بیت از ناصرالدین شاه قاجار با تصاویر بدیع و زیبای شکار و شکارچی بر روی سنگ حک شده و قدمت تاریخی دارد:
«بخ بخ این ماء سلسبیل است می‌کند اینجا گذار .. یا که زمزم گشت جاری قدرت پروردگار
خوش بود اینجا سماور با کباب و یار و می .. گه بنوشد گه ببوسد گه خورد گوشت شکار»
در بالای آبشار یخ و برف دائمی یخچال وجود دارد که در بهار آب آن بسیار زیاد بوده و رفته رفته تا شروع سرمایی دوباره کاهش می‌یابد. وجود پوشش گیاهی زیبا و تخته سنگ‌های صیقل داده شده به وسیله آب و آبشارهای کوچک در مسیر رسیدن به آبشار اصلی و نوای چوپانان و وجود قله دماوند در روبرو و آب بسیار سرد و گوارا این منطقه را به بهشتی حیرت‌انگیز بدل کرده‌است. مردم روستا از قول پیشینیان می‌گویند: هر که حاجتی داشته باشد و به زیر آبشار رود به مرادش خواهد رسید.

## منابع

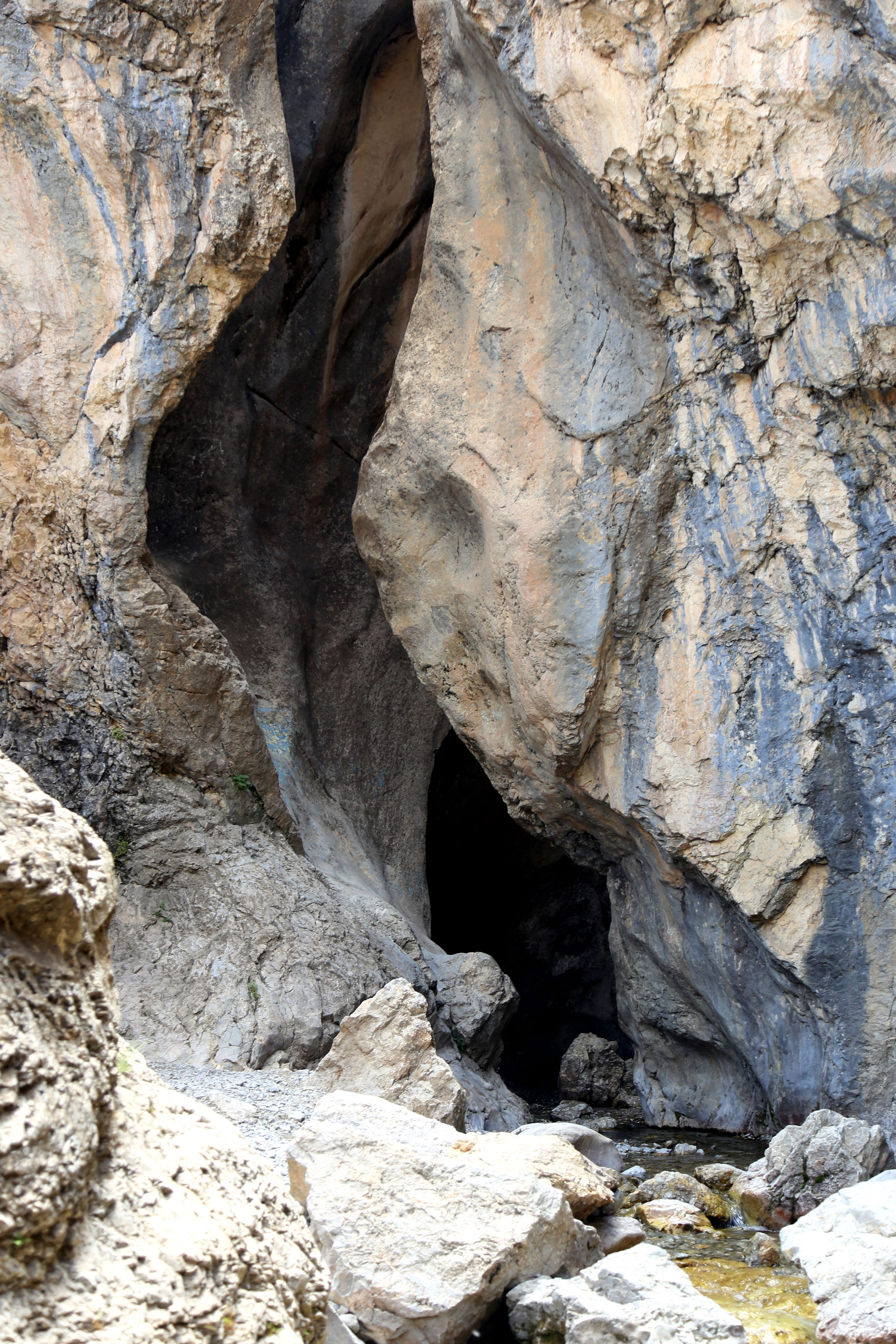
آبشار آب مراد، لاسم